# Grégory Hofmann
Grégory Hofmann (* 13. November 1992 in Biel) ist ein Schweizer Eishockeyspieler, der seit Januar 2022 erneut beim EV Zug aus der Schweizer National League (NL) unter Vertrag steht und dort auf der Position des linken Flügelstürmers spielt. Zuvor verbrachte Hofmann bereits einmal über zehn Jahre in der National League und gewann in dieser Zeit je einmal mit dem HC Davos und dem EV Zug die Schweizer Meisterschaft, ehe er für ein kurzes Engagement bei den Columbus Blue Jackets in die National Hockey League (NHL) wechselte.

## Karriere

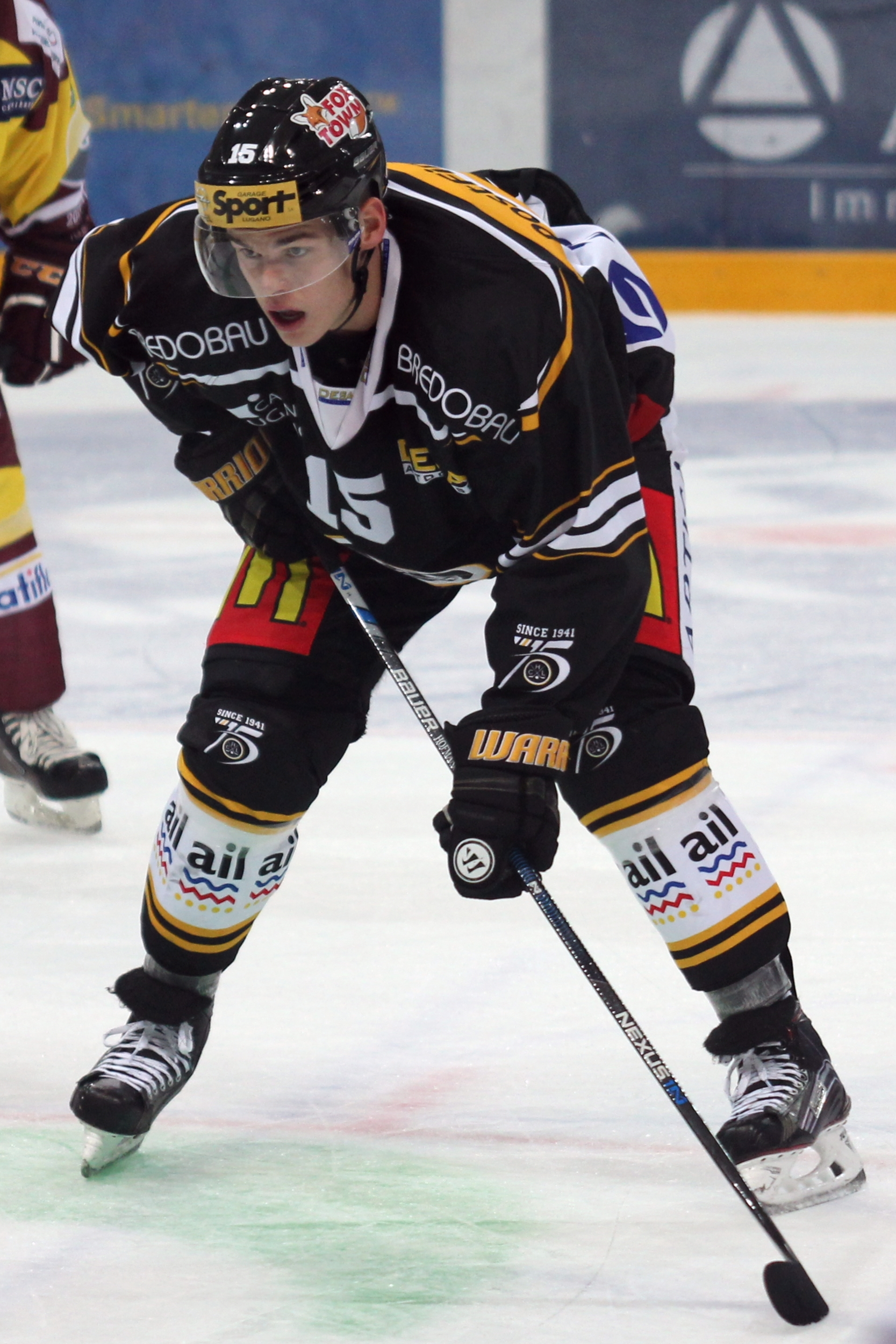
Hofmann im Trikot des HC Lugano (2015)

Hofmann kommt gebürtig aus Biel und spielte in der Jugend des HC La Chaux-de-Fonds, ehe er zum HC Ambrì-Piotta wechselte, wo er ebenfalls im Nachwuchs zum Einsatz kam und im Laufe der Saison 2009/10 erste Erfahrungen in der National League A (NLA) sammelte. Darüber hinaus absolvierte er damals eine Ausbildung zum Maurer. Beim Draft der National Hockey League (NHL) im Jahr 2011 entschieden sich die Carolina Hurricanes, Hofmann in der vierten Runde an insgesamt 103. Stelle auszuwählen. Er erhielt das Angebot, nach Nordamerika zu wechseln, entschied sich jedoch für einen Verbleib in der Schweiz.
Im Sommer 2012 wurde Hofmann vom HC Davos verpflichtet. Er profitierte von der Förderung durch Arno Del Curto, hatte jedoch Probleme, konstante Leistungen zu erbringen. Seine Leistungen schwankten damals „zwischen Weltklasse und NLA-Durchschnitt“. Auf dem Weg zum Meistertitel des HC Davos im Jahr 2015 trug er in 47 Spielen der Qualifikation elf Tore und 14 Torvorlagen bei, in den Playoffs gelangen ihm in 13 Partien drei Treffer, er legte zudem zwei weitere vor. Nach drei Jahren beim HCD wechselte Hofmann 2015 zum NLA-Konkurrenten HC Lugano und wurde in seiner ersten Saison Vizemeister. Im Sommer 2017 besuchte er zunächst ein 13-wöchiges Training in Magglingen und später ein Trainingslager der Carolina Hurricanes. In der folgenden Saison 2017/18 war er mit 60 Punkten aus 63 Spielen der punktbeste Schweizer in der National League. Darüber hinaus war Hofmann mit 14 Toren bester Torschütze der Playoffs.
Im Dezember 2018 entschloss sich Hofmann, den HC Lugano zum Ende der Saison 2018/19 zu verlassen und unterschrieb einen Vierjahresvertrag beim EV Zug. Er beendete die Hauptrunde mit 30 erzielten Toren, war damit bester Torschütze der gesamten National League und wurde in das All-Star Team sowie Swiss All-Star-Team berufen. Im Februar 2021 wechselten die NHL-Rechte an Hofmann von den Carolina Hurricanes zu den Columbus Blue Jackets, die im Gegenzug ein Siebtrunden-Wahlrecht für den NHL Entry Draft 2022 nach North Carolina schickten. Im Juni 2021 schloss er sich schliesslich im Rahmen eines Einjahresvertrages den Blue Jackets an und wechselte somit in die NHL. Bereits im Januar 2022 wurde der Vertrag in beiderseitigem Einverständnis aufgelöst und der Schweizer kehrte aus familiären Gründen in seine Heimat zurück, wo der noch gültige Vertrag mit dem EVZ wieder griff.

### International
Beim Europäischen Olympischen Winter-Jugendfestival 2009 gewann Hofmann mit der Schweizer U16-Auswahl die Silbermedaille. Darüber hinaus spielte Hofmann für die Schweiz bei der U18-Junioren-Weltmeisterschaft 2010. Ein Jahr später vertrat er erstmals die U20-Auswahl bei der Junioren-Weltmeisterschaft und belegte mit dem Nationalteam den fünften Platz. Bei der U20-Junioren-Weltmeisterschaft 2012 belegte die Schweizer U20-Auswahl den vierten Platz in der Vorrunden-Gruppe und schaffte in der Abstiegsrunde den Klassenerhalt in der Top-Division.
Im Januar 2013 wurde Hofmann erstmals in das Kader der Herrennationalmannschaft berufen. Im Mai 2016 nahm er an seiner ersten A-Weltmeisterschaft teil und kam in sieben Turniereinsätzen auf ein Tor sowie eine Vorlage. Zwei Jahre später gewann er bei der Weltmeisterschaft 2018 die Silbermedaille. Diesen Erfolg wiederholte er mit den Eidgenossen bei den Welttitelkämpfen 2025, nachdem er zuvor auch an den Austragungen der Jahre 2019 und 2021 teilgenommen hatte.

## Erfolge und Auszeichnungen
| - 2015 Schweizer Meister mit dem HC Davos - 2018 Bester Torschütze der National-League-Playoffs - 2019 Bester Torschütze der National-League-Hauptrunde - 2019 NL All-Star-Team | - 2019 NL Swiss All-Star-Team - 2021 Schweizer Meister mit dem EV Zug - 2022 Schweizer Meister mit dem EV Zug |

### International
- 2009 Silbermedaille beim Europäischen Olympischen Winter-Jugendfestival
- 2010 Bronzemedaille bei der World Junior A Challenge
- 2018 Silbermedaille bei der Weltmeisterschaft
- 2025 Silbermedaille bei der Weltmeisterschaft

## Karrierestatistik
Stand: Ende der Saison 2024/25

### International
Vertrat die Schweiz bei:
| - Europäischem Olympischen Winter-Jugendfestival 2009 - U18-Junioren-Weltmeisterschaft 2010 - World Junior A Challenge 2010 - U20-Junioren-Weltmeisterschaft 2011 - U20-Junioren-Weltmeisterschaft 2012 - Weltmeisterschaft 2016 | - Olympische Winterspiele 2018 - Weltmeisterschaft 2018 - Weltmeisterschaft 2019 - Weltmeisterschaft 2021 - Weltmeisterschaft 2025 |

(Legende zur Spielerstatistik: Sp oder GP = absolvierte Spiele; T oder G = erzielte Tore; V oder A = erzielte Assists; Pkt oder Pts = erzielte Scorerpunkte; SM oder PIM = erhaltene Strafminuten; +/− = Plus/Minus-Bilanz; PP = erzielte Überzahltore; SH = erzielte Unterzahltore; GW = erzielte Siegtore; 1 Play-downs/Relegation; Kursiv: Statistik nicht vollständig)